# Обстріл України 29 червня 2025 року
Вранці 29 червня 2025 року в ході вторгнення в Україну російські війська завдали масованого удару, випустивши 477 безпілотників і близько 60 ракет по Києву, Дніпру, Львову, Одесі, Полтаві та іншим містам України.

## Застосовані засоби
За даними Повітряних сил України, російські війська застосували 477 безпілотників різних типів (у тому числі понад 250 типу «Shahed»), 4 ракети «Кинжал», 7 балістичних ракет «Іскандер-М», 41 крилату ракету Х-101, 5 ракет «Калібр» і 3 С-300.

## Хід подій
Атака розпочалася увечері 28 червня, коли на територію України почали проникати російські безпілотники. Після першої години ночі повітряна тривога поширилася на західні області країни. Російські бомбардувальники Ту-95МС та винищувачі МіГ-31К летіли з авіабаз Саваслейка та Оленья. Крилаті ракети запускали кількома хвилями, прямуючи зі сходу та півдня на захід України. Ракетна атака тривала до 5 години ранку.
За даними українських Повітряних сил на 08:30 за київським часом, було знешкоджено 475 засобів повітряного нападу.

## Втрати та руйнування

### Пілот F-16
Під час відбиття атаки загинув пілот винищувача F-16 підполковник Максим Устименко. За даними Повітряних сил ЗСУ, пілот збив сім повітряних цілей, після чого його літак отримав пошкодження та почав втрачати висоту. Устименко відвів машину від населеного пункту, але не встиг катапультуватись. Президент України надав Максиму Устименку звання Героя України з врученням ордена «Золота Зірка».

### Черкаська область
У місті Сміла зафіксовано падіння трьох ракет та восьми безпілотних літальних апаратів. Пошкоджено три дев'ятиповерхові житлові будинки, приватні господарства, чотири освітні заклади та психіатрична лікарня. Зруйновано навчальний корпус Смілянського технікуму харчових технологій Національного університету харчових технологій. За даними місцевої влади, постраждали одинадцять осіб, включаючи двох дітей. Шестеро людей звернулися за медичною допомогою. Рятувальні служби евакуювали 70 осіб, ліквідували дві пожежі та витягли одну людину із заблокованого ліфта.

### Полтавська область
У місті Кременчук Полтавської області зазнали атаки кілька об'єктів із застосуванням ракет «Кинжал», балістичних ракет «Іскандер-М». У Кременчуцькому районі було вражено промислову інфраструктуру, внаслідок падіння уламків сталося займання на одному з підприємств.

### Львівська область
Удари завдавали по критичній інфраструктурі. За даними обласної влади, жертв та постраждалих вдалося уникнути. У Дрогобицькому районі було вражено промислове підприємство, виникла пожежа. Частина Дрогобича залишилася без електроенергії.

### Миколаївська область
Близько 01:28 атакували Миколаїв балістичними ракетами, а з 02:56 кількома групами дронів. Під ударом опинився об'єкт інфраструктури, було пошкоджено складські будівлі. Потерпілих не було.

### Запорізька область
У Запоріжжі відбулася ракетна атака, внаслідок якої було пошкоджено виробниче приміщення одного з підприємств.